# Pană (unealtă)

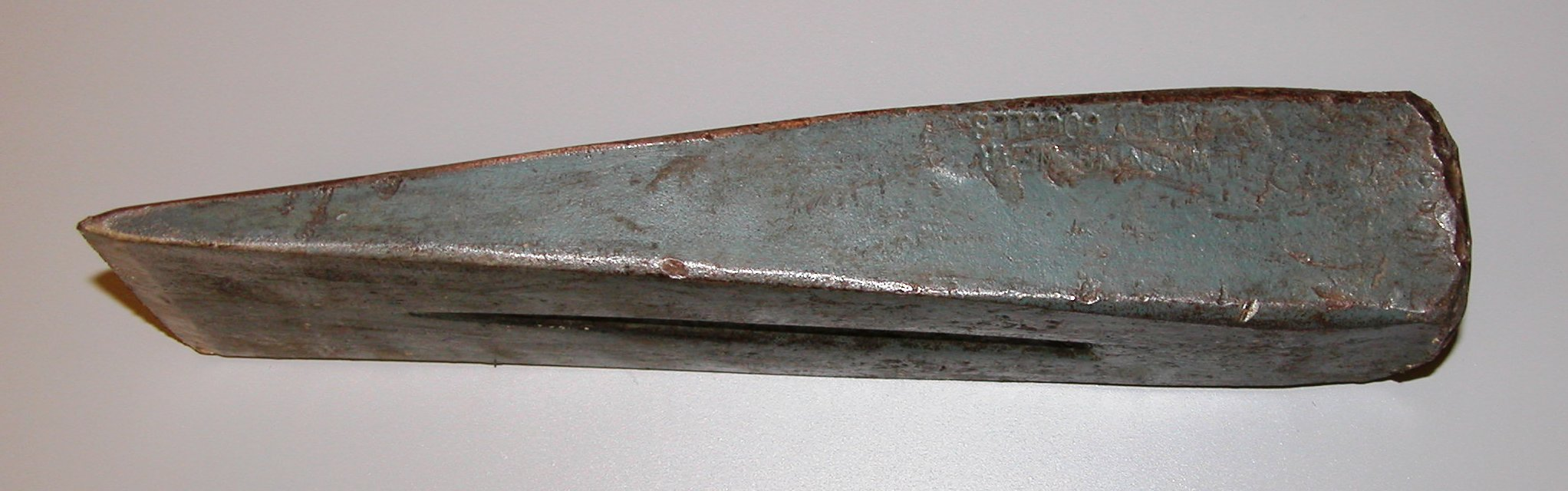
O pană pentru despicat lemne

O pană este o unealtă triunghiulară, un plan înclinat portabil și una din cele șase mașini simple clasice. Poate fi folosită pentru a separa două obiecte sau porțiuni dintr-un obiect sau la ridicarea sau fixarea unui obiect. Funcționează prin convertirea unei forțe aplicate părții bonte în forțe perpendiculare aplicate suprafețelor înclinate. Avantajul mecanic al unei pene este dat de raportul dintre lungimea pantei sale și lățimea sa. Deși o pană scurtă cu un unghi mare poate realiza o sarcină mai rapid, aceasta are nevoie de mai multă forță decât o pană mai lungă dar mai ascuțită.

## Istorie

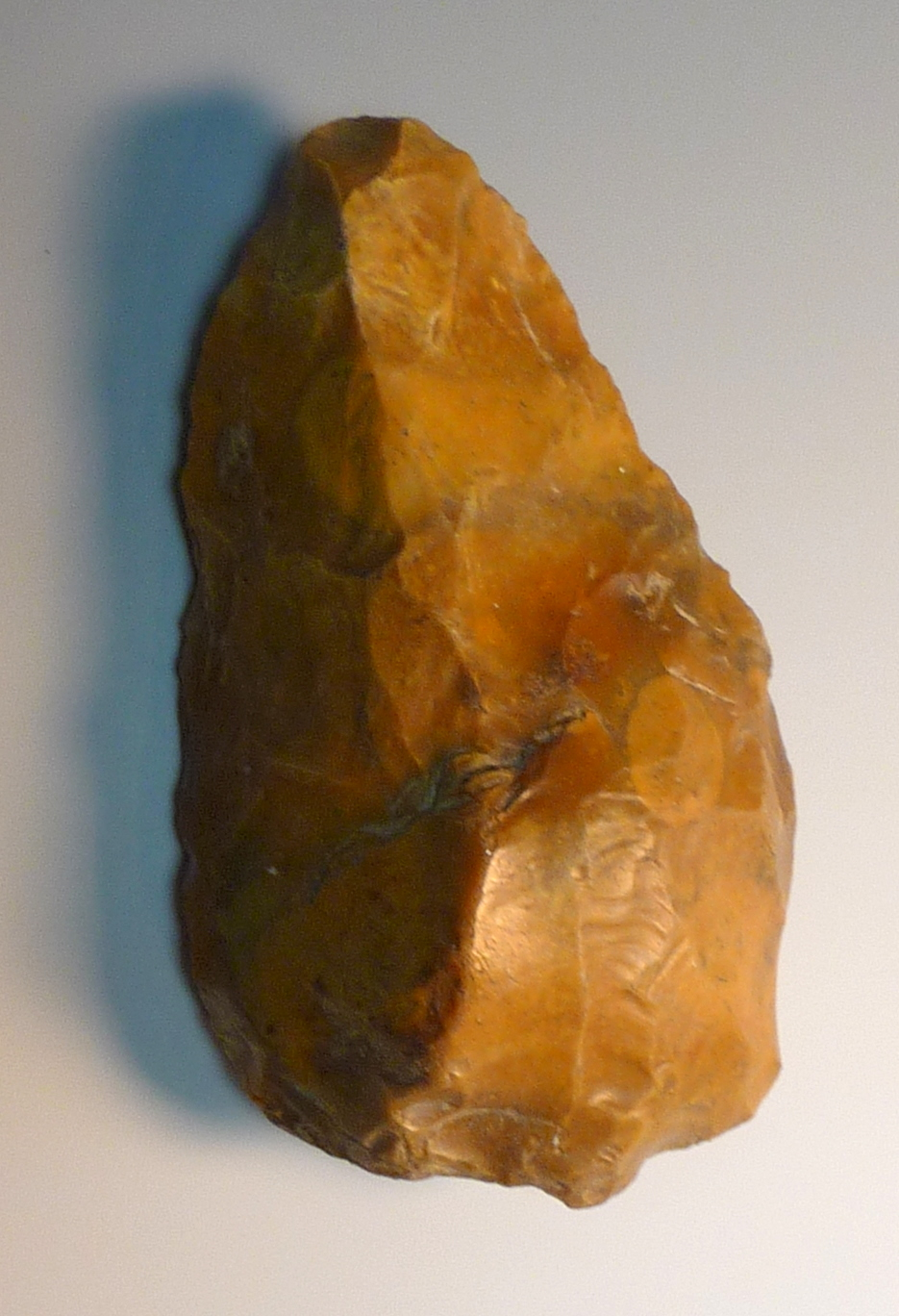
Topor de mână din cremene găsit în Winchester

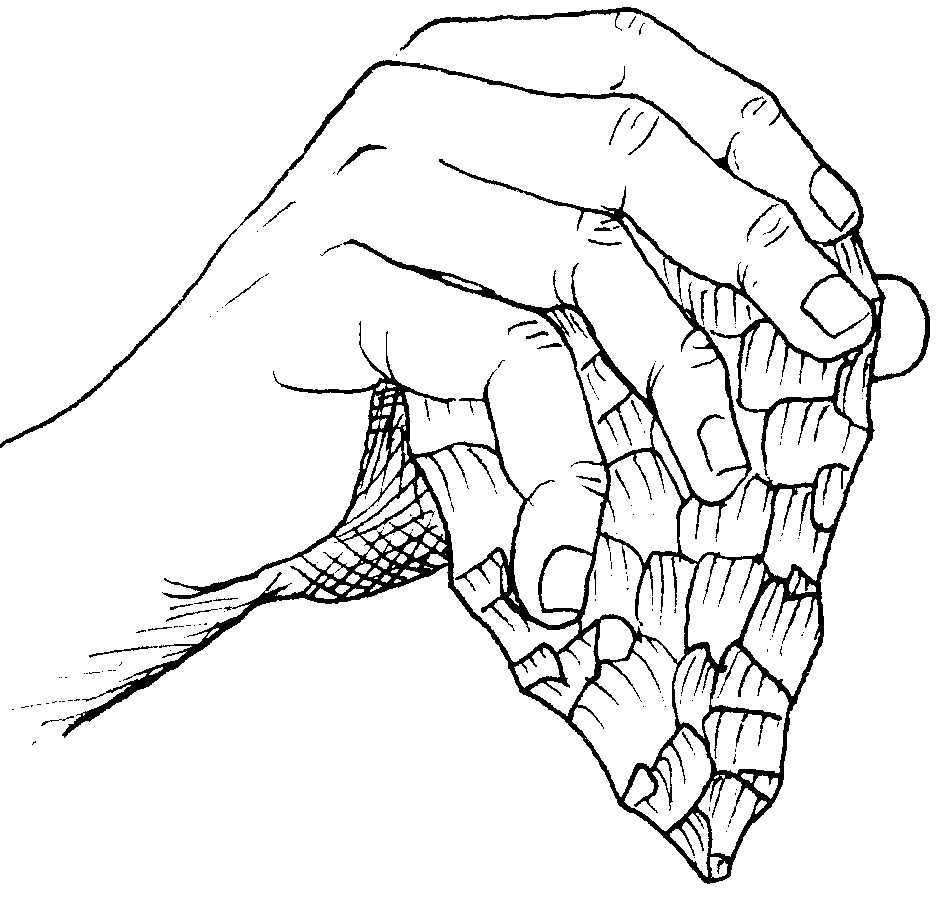
Diagramă a unui topor de mână

Primul exemplu de pană este toporul de mână una din primele unelte folosite de oameni în epoca de piatră. Un topor de mână este fabricat prin ciobirea unei pietre, de obicei cremene sau obsidian, pentru a forma o margine ascuțită cu două fețe șlefuite, sau pană. Pana este o mașină simplă care transformă mișcarea laterală sau mișcarea unei unelte într-o forță transversală de despicare și de mișcare a unei piese de lucru. Puterea disponibilă este limitată de efortul persoanei care folosețe unealta, dar pentru că puterea este produsul forței și a mișcării, pana amplifică forță prin reducerea mișcării. Această amplificare, sau avantaj mecanic este raportul dintre viteza de intrare și cea de ieșire. Pentru o pană, aceasta este dată de relația 1 / tan α, unde α este unghiul de la vârf. Fețele unei pene sunt reprezentate ca linii drepte ce formează o articulație glisantă sau prismatică.
Originea penei nu este cunoscută. În carierele de piatră din Egiptul antic erau folosite pene din bronz pentru a despica blocuri de piatră folosite în construcții. Mai erau folosite pene din lemn fixate în găuri realizate în blocuri de piatră. Penele din lemn se umflă sub acțiunea apei și pot despica blocuri de piatră. Unii amerindieni foloseau pene din coarne de cerb pentru a despica și lucra lemnul folosit pentru a realiza canoe, locuințe și alte obiecte.

## Pana ca pârghie
Penele pot fi folosite pentru ridicarea obiectelor grele, prin separarea lor de o suprafață.
În cazul unui bloc care trebuie ridicat cu o pană, pe măsură ce pana glisează sub bloc, blocul alunecă pe panta penei. Aceasta ridică greutatea blocului FB. Forța orizontală necesară pentru ridicarea blocului FA este obținută prin considerarea vitezei penei vA și a vitezei blocului vB. Dacă presupunem că pana nu disipă sau stochează energie (de exemplu, prin frecare sau compresie), atunci puterea intrată în pană este egală cu puterea de ieșire, deci
{\displaystyle P=F_{A}v_{A}=F_{B}v_{B},\!}
sau
{\displaystyle {\frac {F_{B}}{F_{A}}}={\frac {v_{A}}{v_{B}}}.}
Raportul dintre greutatea blocului și forța aplicată penei (avantajul mecanic) este direct proporțional cu viteza penei și invers proporțional cu viteza blocului. Dacă unghiul penei este α, atunci
{\displaystyle v_{B}=v_{A}\tan \alpha ,\!}
echivalent cu
{\displaystyle MA={\frac {F_{B}}{F_{A}}}={\frac {1}{\tan \alpha }}.}
Astfel, cu cât este mai mic unghiul α cu atât crește raportul dintre forța de ridicare FA și forța aplicată penei FB. Acesta este avantajul mecanic al unei pene. Formula se aplică atât penelor pentru tăiere și despicare (tăișuri) dar și penelor pentru ridicare.

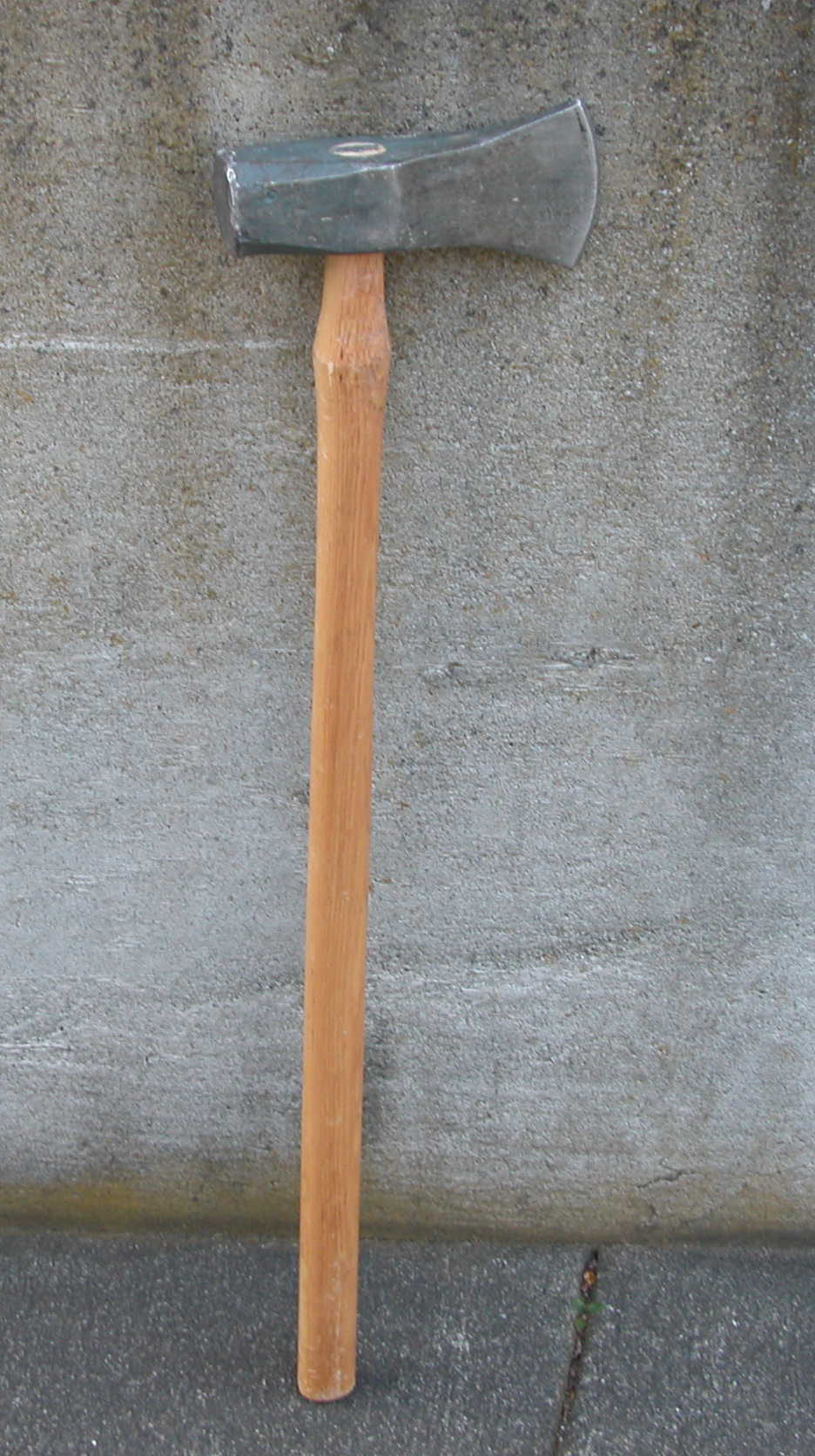
topor de lemne

Penele mai pot fi folosite pentru a separa obiecte, cum ar fi blocuri de piatră tăiată. Topoarele pentru lemne sunt pene atașate unui mâner lung pentru a despica lemnul de-a lungul fibrei. Pana subțire și lungă folosită pentru ajustarea distanței dintre obiecte se numește bailag și este folosită în tâmplărie.
Vârful furculițelor și a cuielor sunt de asemenea pene, deoarece despică și separă materialele în care sunt înfipte sau bătute; cuiele rămâne fixate în materiale prin acțiunea frecării.

## Tăișuri și pene
Tăișul este un plan înclinat compus care constă din două planuri înclinate plasate la un unghi ascuțit. Când partea ascuțită a unui tăiș este împinsă într-o substanță solidă sau fluidă, aceasta depășește rezistența materialului prin transferarea forței aplicate materialului înspre laturile tăișului.
Primul tăiș cunoscut de oameni este pana ascuțită de silex care era folosită pentru tăierea țesuturilor (a cărnii) de pe animalele vânate. Tehnologia fierului și a celorlalte metale au dus la apariția cuțitului, folosit în aceleași scopuri. Lama unui cuțit a permis oamenilor să taie carne, fibre și alte materiale de origine vegetală și animală cu mult mai puțină forță decât cea necesară pentru a le rupe prin forța brațelor. Alte exemple sunt plugurile, care separă particule de sol, foarfecele care separă materiale textile, toporul care separă fibre de lemn și dalta folosită pentru lucrul pietrei.
Pene ca ferestrăul și daltele sunt folosite pentru separarea materialelor dense și dure, precum lemnul, piatra solidă sau materiale dure, și realizează acest lucru cu mult mai puțină forță și irosire de material decât strivirea sau pisarea.
Alte exemple de pene sunt burghiele, care produc găuri circulare în materiale solide. Un burghiu este o pană răsucită într-o formă de spirală și cu un vârf ascuțit. Când burghiul se rotește pe axa sa de rotație, muchiile forțează separarea materialului. Tăietura rezultată este în direcția de rotație a burghiului, în timp ce forma de spirală permite evacuarea materialului tăiat.

## Elemente pentru fixare
Penele pot fi folosite pentru a fixa obiecte, precum părți ale unui motor (supape cu tije), părți ale bicicletei (furca și pedalierul) și uși. Un opritor de ușă în formă de pană funcționează datorită fricțiunii dintre ușă și pană și dintre podea și pană (cealaltă suprafață).

## Avantaj mecanic

Secțiune transversală a unei pene pentru despicat orientată vertical. O forță descendentă produce forțe perpendiculare pe suprafețele înclinate.

Avantajul mecanic al unei pene poate fi calculat prin împărțirea lungimii pantei penei la lățimea penei: {\displaystyle {lungime \over latime}}
Cu cât este mai ascuțit unghiul penei, cu atât mai mare este raportul dintre pantă și grosime și respectiv avantajul mecanic rezultat.
Totuși, pentru un material elastic ca lemnul, frecarea poate înțepeni o pană prea subțire, de aceea capetele topoarelor special făcute pentru despicat au unghiul mai gros ca acela al unui topor obișnuit.